# Afrikaspiele 2019/Leichtathletik – Dreisprung der Männer

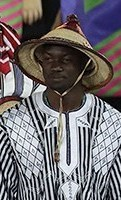
Der Sieger Hugues Fabrice Zango (2016)

Der Dreisprung der Männer bei den Afrikaspielen 2019 fand am 27. August im Stade Moulay Abdallah in Rabat statt.
14 Dreispringer aus elf Ländern nahmen an dem Wettbewerb teil. Die Goldmedaille gewann Hugues Fabrice Zango mit 16,88 m, Silber ging an Yasser Triki mit 16,71 m und die Bronzemedaille gewann Jonathan Drack mit 16,53 m.

## Rekorde
| Weltrekord        | Jonathan Edwards | 18,29 m | Weltmeisterschaften in Götebrog, Schweden | 7. August 1995 |
| Rekord der Spiele | Francis Dodoo    | 17,12 m | Afrikaspiele in Nairobi, Kenia            | 8. August 1987 |

## Ergebnis
27. August 2019, 16:35 Uhr
| Platz | Athlet                  | Land           | 1. Versuch | 2. Versuch | 3. Versuch | 4. Versuch                               | 5. Versuch                               | 6. Versuch                               | Weite (m) |
| ----- | ----------------------- | -------------- | ---------- | ---------- | ---------- | ---------------------------------------- | ---------------------------------------- | ---------------------------------------- | --------- |
|       | Hugues Fabrice Zango    | Burkina Faso   | 16,74      | 16,88      | 16,88      | 16,74                                    | 16,80                                    | x                                        | 16,88     |
|       | Yasser Triki            | Algerien       | 16,54      | 16,57      | 16,48      | x                                        | 16,42                                    | 16,71                                    | 16,71     |
|       | Jonathan Drack          | Mauritius      | 16,33      | 16,37      | 15,51      | x                                        | 16,51                                    | 16,53                                    | 16,53     |
| 4     | Roger Haitengi          | Namibia        | 15,78      | 15,91      | 16,20      | 16,30                                    | 15,99                                    | 16,33                                    | 16,33     |
| 5     | Mamadou Chérif Dia      | Mali           | x          | 16,14      | 16,05      | 16,12                                    | x                                        | x                                        | 16,14     |
| 6     | Raymond Nkwemy Tchomfa  | Kamerun        | 15,10      | 15,72      | 15,76      | 16,03                                    | 15,53                                    | 15,99                                    | 16,03     |
| 7     | Marcel Mayack           | Kamerun        | x          | 15,65      | 15,91      | 15,72                                    | 15,99                                    | 15,89                                    | 15,99     |
| 8     | Jean Claude Roamba      | Burkina Faso   | x          | 15,75      | 15,72      | x                                        | 15,55                                    | 15,52                                    | 15,75     |
| 9     | Isaac Kirwa             | Kenia          | 15,62      | 15,63      | 15,59      | nicht im Finale der besten acht Springer | nicht im Finale der besten acht Springer | nicht im Finale der besten acht Springer | 15,63     |
| 10    | Adire Gur Ochalla       | Äthiopien      | 14,96      | 15,32      | 15,32      | nicht im Finale der besten acht Springer | nicht im Finale der besten acht Springer | nicht im Finale der besten acht Springer | 15,32     |
| 11    | Mohamed Lamoni Drabo    | Elfenbeinküste | 14,84      | 14,70      | 14,72      | nicht im Finale der besten acht Springer | nicht im Finale der besten acht Springer | nicht im Finale der besten acht Springer | 14,84     |
| 12    | Lazare Simklina         | Togo           | 13,64      | –          | –          | nicht im Finale der besten acht Springer | nicht im Finale der besten acht Springer | nicht im Finale der besten acht Springer | 13,64     |
|       | Hamza Mabchour          | Marokko        | x          | x          | x          | nicht im Finale der besten acht Springer | nicht im Finale der besten acht Springer | nicht im Finale der besten acht Springer | NM        |
|       | Elijah Kiplagat Kimitei | Kenia          | x          | –          | –          | nicht im Finale der besten acht Springer | nicht im Finale der besten acht Springer | nicht im Finale der besten acht Springer | NM        |
|       | Thalosang Tshireletso   | Botswana       |            |            |            | nicht im Finale der besten acht Springer | nicht im Finale der besten acht Springer | nicht im Finale der besten acht Springer | DNS       |

Zeichenerklärung:
– = Versuch ausgelassen, x = Fehlversuch